# Kruunuholma
Kruunuholma är en ö i Finland. Den ligger i Skärgårdshavet och i kommunerna Åbo och Pargas i landskapet Egentliga Finland, i den sydvästra delen av landet. Ön ligger omkring 14 kilometer sydväst om Åbo och omkring 160 kilometer väster om Helsingfors.
Öns area är 0,6 hektar och dess största längd är 100 meter i öst-västlig riktning.